# La Guarimba International Film Festival
La Guarimba International Film Festival è un'associazione culturale e un festival internazionale di cinema che si svolge annualmente ad Amantea (Calabria) e che proietta cortometraggi da tutto il mondo, suddivisi nelle categorie di Fiction, Animazione, Documentario, Sperimentale, Videoclip e La Grotta dei Piccoli - Film per Bambini.
La Guarimba è nata nel 2012, quando un gruppo di persone hanno deciso di iniziare a lavorare con l'obiettivo di riaprire l'unico cinema della piccola località di Amantea.
Il festival è cresciuto negli anni, ponendosi come obiettivo la promozione dei valori della democrazia partecipativa, integrazione e accessibilità attraverso la cultura.
Il motto del festival è: "riportare il cinema alla gente e la gente al cinema".
Dal 2024, l'associazione gestisce La Piccola Biblioteca di Amantea, la prima Aula Studio della Calabria aperta 24 ore.

## Storia
Nel 2012, il direttore artistico della Guarimba, Giulio Vita, è ritornato nel suo paese di origine, Amantea, insieme all'illustratrice Sara Fratini, per creare un festival internazionale di cortometraggi che aprisse uno spazio ai nuovi nomi emergenti del mondo del cinema. Ad Amantea tutti i cinema erano stati chiusi per mancanza di pubblico. Venne così stretto un accordo per restaurare l'Arena Sicoli, un vecchio cinema all'aperto di 938 posti abbandonato da più di due anni.
Nell'arco di quattro mesi e grazie all'aiuto della comunità di Amantea, la famiglia Sicoli e collaboratori esterni, Giulio Vita e Sara Fratini hanno ripulito e rinnovato lo spazio, rendendolo di nuovo accessibile e funzionale. Giovani sia dall'Italia che dal resto del mondo si sono uniti al progetto e hanno lavorato per ridare vita all'Arena Sicoli, finalmente riaperto per la prima edizione del festival nell'agosto 2013.
Per la seconda edizione non è stata rinnovata la concessione del cinema, per cui il festival è stato realizzato nel parco naturale La Grotta di Amantea, riuscendo a mantenere lo spirito originario del cinema all'aperto.
Nel 2020, in occasione dell'ottava edizione, il Premio del Pubblico per il miglior cortometraggio in competizione è stato dedicato a Vitaliano Camarca, ideatore della storica Rassegna del Film Mediterraneo di Amantea.
Nel 2021, l'associazione ha acquistato un terreno nel centro di Amantea per costruire uno spazio dedicato alla cultura e agli eventi aperto alla cittadinanza.
Dal 2022, l'organizzazione è parte della comunità Creativity Pioneers di Moleskine Foundation. 
Il 5 Agosto 2024, l'Associazione ha inaugurato La Piccola Biblioteca di Amantea, uno spazio con la prima Aula Studio della Calabria aperta 24 ore. Nel 2025, la Biblioteca è stata riconosciuta dal Sistema Bibliotecario Nazionale come parte del Polo di Cosenza.

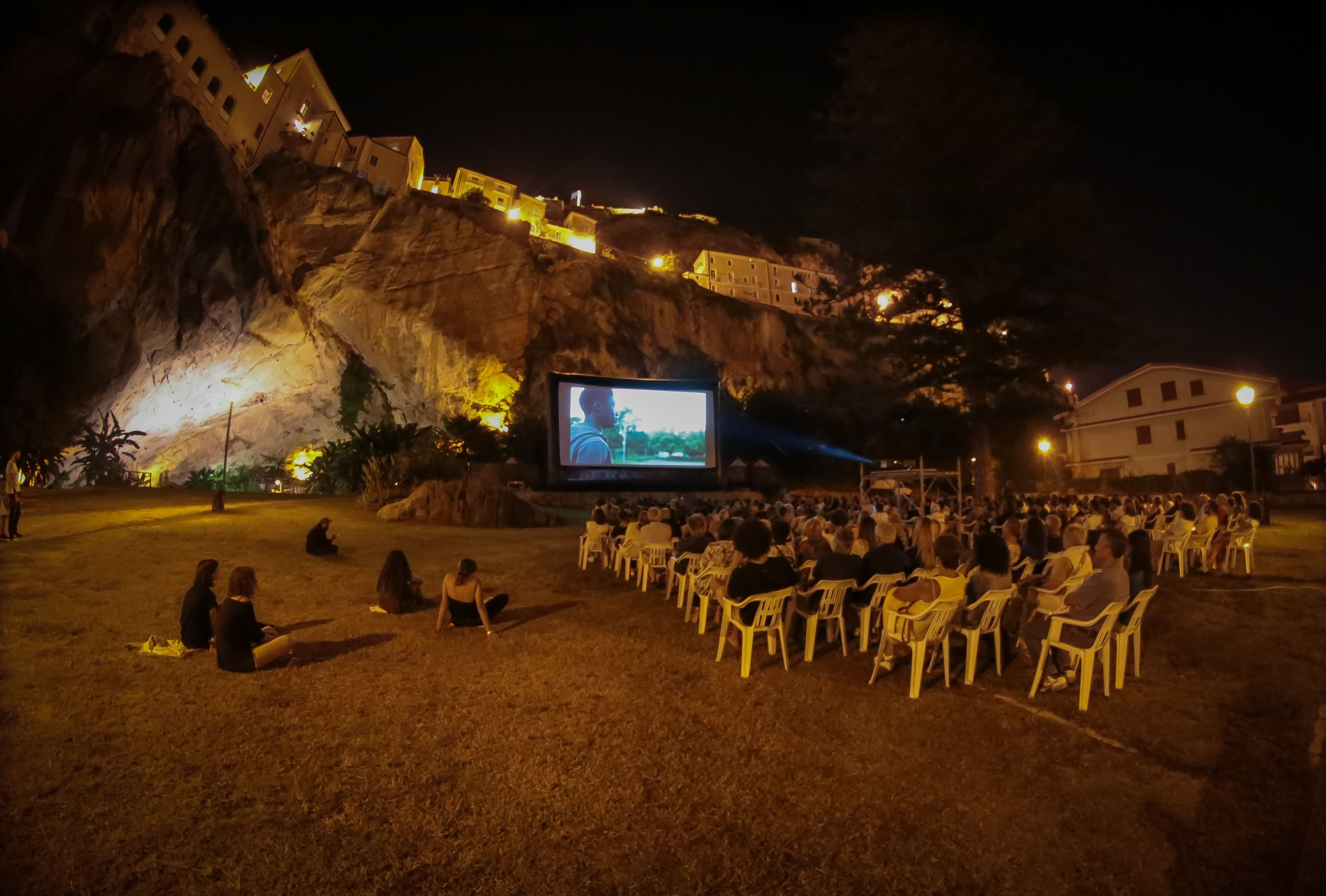
Proiezione de La Guarimba al Parco La Grotta di Amantea.

## Organizzatori
I fondatori del festival sono Giulio Vita, Sara Fratini, Pablo Cristóbal e Alicia Victoria Palacios Thomas, due dei membri de El tornillo de Klaus collettivo cinematografico spagnolo di artisti audiovisivi e critici indipendenti. L'idea del festival è nata a Madrid, dove Giulio Vita ha studiato Cinema e Sara Fratini Belle Arti, e dove hanno conosciuto i membri de El Tornillo de Klaus, avviando una collaborazione che li avrebbe portati all'avviamento e allo sviluppo de La Guarimba International Film Festival.
Il team dell'associazione è ora composto da ventenni e trentenni provenienti da tutto il mondo, che lavorano per organizzare il festival e diversi eventi durante il resto dell'anno.

## Etimologia del nome
"Guarimba" ha assunto il significato di "posto sicuro" nell'idioma degli indios venezuelani.
La parola ha un'etimologia ibrida, poiché la radice guari- viene dal tedesco Warjgan (tedesco per Corominas) con il significato di rifugiarsi o nascondersi, lo stesso che il derivato in spagnolo "guarida"; quest'ultima ha assunto il significato negativo di “rifugio di bestie o animali selvaggi” e, per estensione, di delinquenti o persone di malaffare. Per quanto riguarda la terminazione "–imba", puoi essersi formata a partire da "guarida" considerata colta nonostante il suo carattere peggiorativo e derivare in "–imba" per influsso di termini di origine africana come "bemba", "bimba", non precisamente per il significato di queste voci (distanti semanticamente) bensì per la sonorità.

## Logo
Il logo ufficiale è stato creato dall'artista spagnolo Mikel Murillo e rappresenta un gorilla con una mano posta sopra la testa. I colori ufficiali del festival sono il bianco, il verde e il grigio. È questa l'immagine che viene utilizzata come riferimento per la mostra degli artisti.

## Giuria del festival
La giuria del festival è composta da registi, giornalisti e critici internazionali. L'idea dell'organizzazione è quella di promuovere, partendo alla giuria, giovani personalità del cinema indipendente. Sono stati membri di giuria, tra gli altri, il regista e attore spagnolo Nacho Vigalondo; l'animatore Juan Pablo Zaramella, membro degli Academy Awards; Carlo Migotto, organizzatore del Lago Film Fest; Sam Morrill, curatore per Vimeo; Jude Dry, giornalista per IndieWire.

## Mostra di illustratori

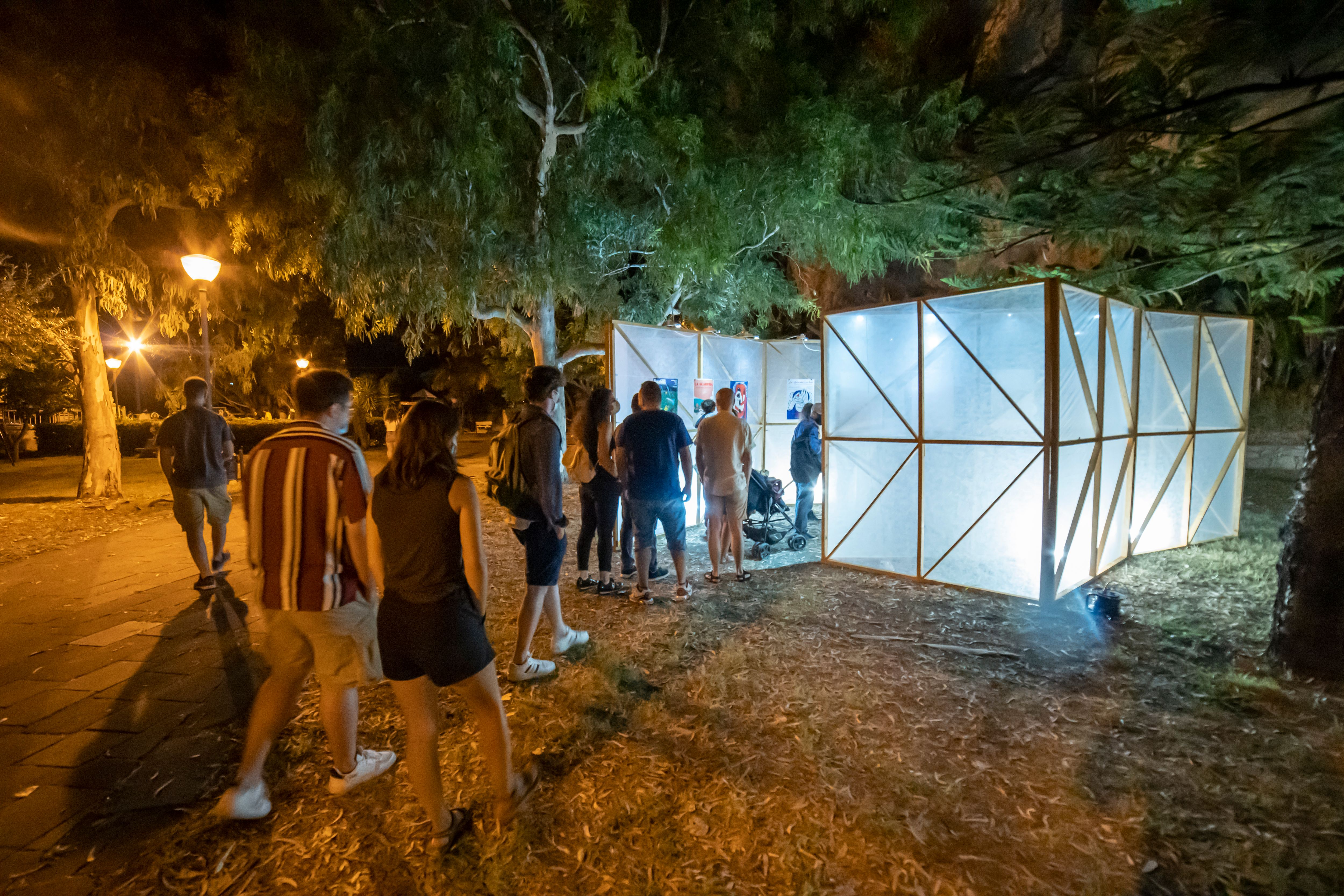
La mostra Artists for La Guarimba.

Il festival organizza ogni anno un'esposizione di locandine chiamata Artists for La Guarimba. Le locandine sono realizzate ogni anno da diversi artisti internazionali, che interpretano nel loro stile il poster ufficiale del festival. La mostra è aperta durante giorni del festival e in differenti luoghi durante il tour.
Alcune delle locandine realizzate hanno vinto premi importanti e il riconoscimento di AI American Illustration, come quella di Meredith Jansen nel 2020 Natalya Balnova nel 2015.
Tra gli artisti che hanno realizzato locandine per il festival si trovano Jean Julien, Massimo Sirelli, Monica Barengo, Elisa Talentino, Sawako Kabuki, Egle Zvirblyte, Juan Pablo Zaramella, Elisa Macellari, Antoine Lopez (fondatore del festival Clermont-Ferrand), Hannah Jacobs, Cécile Dormeau, Thomas Wellmann, Amélie Fontaine, Laurina Paperina, La Fille Bertha, Roberto Weil, Powerpaola, Joe Murray, David De Las Heras, Adolfo Serra, Alberto Montt, Liniers, Angela Dalinger, Joe Ciardiello, Rayma.

## Edizioni
La Guarimba è stata inaugurata il 7 agosto del 2013 e si è svolta con continuità ogni estate.

### 1ª Edizione
La prima edizione del festival si è svolta ad Amantea dal 5 al 10 agosto 2013.
Nella selezione hanno partecipato 303 cortometraggi di tutto il mondo e sono stati selezionati 10 titoli di fiction, 5 di animazione e 5 documentari. Sono stati esposte 30 locandine di diversi artisti da tutto il mondo.
Durante i giorni del festival, il progetto tedesco A Wall is A Screen ha realizzato delle proiezioni nelle strade di Amantea come ospiti del festival.
I titoli di apertura della prima edizione sono stato realizzati per TKSH Film production e diretti dal venezuelano Adolfo Bueno.
La giuria è stata composta dal regista spagnolo Nacho Vigalondo come presidente, l'italiano Claudio Metallo e gli spagnoli Pablo Cristóbal, Alicia Victoria Palacios Thomas e Carlo Cristóbal, componenti de El Tornillo de Klaus.

### 2ª Edizione
La seconda edizione del festival si è svolta ad Amantea dal 7 all'14 agosto 2014.
Nella selezione hanno partecipato 498 cortometraggi da tutto il mondo e sono stati selezionati 20 titoli di fiction, 15 di animazione e 10 documentari. Sono stati esposte 30 locandine di diversi artisti da tutto il mondo.
Per la prima volta, il festival ha utilizzato come location il parco naturale La Grotta di Amantea, montando lo schermi alle pendici di una suggestiva grotta naturale.
La giuria è stata composta dall'argentino Juan Pablo Zaramella come Presidente, l'italiano Carlo Migotto del Lago Film Fest e gli spagnoli Pablo Cristóbal, Alicia Victoria Palacios Thomas e Carlo Cristóbal, componenti de El Tornillo de Klaus.

### 3ª Edizione
La terza edizione del festival si è svolta ad Amantea dal 7 all'11 agosto 2015.
La selezione ufficiale di documentari, fiction e cortometraggi di animazione ha avuto l'obiettivo di sfidare, piuttosto che intrattenere per mero divertimento, e ha incontrato un pubblico composto da più di mille spettatori.
Sono state esposte 30 locandine di diversi artisti da tutto il mondo.
La presenza della rappresentanza di Vimeo nel festival ha arricchito il contenuto di quest'anno con la prima conferenza europea sulla distribuzione indipendente e Vimeo On Demand, nonché la proiezione di un programma speciale realizzato da Sam Morrill.
La giuria è stata composta dal regista indipendente Tomas Sheridan, dal curatore di Vimeo Sam Morrill e dai membri de El Tornillo de Klaus.
I titoli di apertura della prima edizione sono stati realizzati da TKSH Film production e diretti dal venezuelano Adolfo Bueno.

### 4ª Edizione
La quarta edizione del festival si è svolta ad Amantea dal 7 all'11 agosto 2016.
Nella selezione hanno partecipato più di 1300 cortometraggi da tutto il mondo, confermando l'importante posizione de La Guarimba nella scena internazionale.
Il focus della quarta edizione è stato sul cinema di Cina e Giappone, celebrando i 150 anni di cooperazione dell'Italia con i due paesi.
Durante questa edizione è stata inaugurata la selezione de La Grotta dei Piccoli, con proiezioni di cortometraggi animati in uno spazio dedicato ai bambini.
Il presidente della giuria è stato Hu Wei, il cui cortometraggio "Butter Lamp" è stato in competizione l'anno precedente. Altri membri della giuria sono stati Aki Isomaya del "Shorts Shorts Festival" di Tokyo, Joana Gamoes di DocLisboa, Sam Morril di Vimeo e El Tornillo de Klaus.

### 5ª Edizione
La quinta edizione del festival si è svolta ad Amantea dal 7 all'11 agosto 2017.
Il tema è stata la propaganda nell'epoca della Guerra Fredda. Il programma ha incluso cortometraggi di diversi generi provenienti da ogni continente.
La giuria internazionale è stata composta da: il regista Ruslan Magomadov (Russia), Claudette Godfrey di SXSW (Stati Uniti), Kyrylo Marikutsa del Festival di Cortometraggi di Kiev (Ucraina), Diane Malherbe del Festival di Clermont-Ferrand (Francia) e Javi Muñíz di Certamen Internacional de Cortos Ciudad de Soria (Spagna).
Ancora una volta Vimeo ha presentati i suoi migliori film Staff Pick Video selezionati da Sam Morrill ed è stata avviata una collaborazione con Karmala Cultura (Senegal) creando un programma speciale di film africani.
Il festival ha incluso un'esposizione di illustrazioni, un laboratorio di tinture naturali con il collettivo Fragmentario, un workshop di danza africana e varie conferenze.
La seconda edizione della Grotta dei Piccoli ha ottenuto l'appoggio di UNICEF Italia.

### 6ª Edizione
La sesta edizione del festival si è svolta ad Amantea dal 7 all'11 agosto 2018.
Nella selezione hanno partecipato 1500 cortometraggi da tutto il mondo, con 68 opere in concorso, suddivise nelle categorie di Fiction, Animazione, Documentario, Sperimentale, La Grotta dei Piccoli - Film per Bambini.
La giuria internazionale è stata composta da: la regista Dija Mambu (Congo), il giornalista di IndieWire Jude Dry (Stati Uniti) e il regista Thomas Horat (Svizzera).
Il festival ha incluso un'esposizione di illustrazioni, un progetto di residenza cinematografica, due concerti e una giornata di conferenze, tra cui "Young African Filmmakers and the future of African Cinema".

### 7ª Edizione
La settima edizione del festival si è svolta ad Amantea dal 7 all'11 agosto 2019.
Nella selezione hanno partecipato oltre 1000 cortometraggi, con 152 opere in concorso provenienti da 42 nazioni diverse, suddivise nelle categorie di Fiction, Animazione, Documentario, Sperimentale, La Grotta dei Piccoli - Film per Bambini.
La giuria internazionale è stata composta da: Jeanette Bonds (Stati Uniti), fondatrice e direttrice di GLAS Animation Festival, Éva Katinka Bógnar (Ungheria), docente e regista di animazione, e Norma Guevara (Francia), responsabile del Women Film Festival Network.
Il festival è stato inaugurato da un evento di pulizia collettiva della spiaggia di Amantea, in collaborazione con l'ONG Parley For The Oceans. Nei giorni successivi, hanno trovato spazio workshop, concerti, una giornata di conferenze per l'industria, un seminario di storytelling in collaborazione con Scuola Holden, mostre fotografiche e l'esposizione di illustrazioni.

### 8ª Edizione
L'ottava edizione del festival si è svolta ad Amantea dal 7 al 12 agosto 2020. Nonostante la crisi sanitaria dovuta all'epidemia da Covid-19 che ha costretto la maggioranza dei festival a svolgersi online, La Guarimba si è tenuta in presenza, registrando oltre 3000 presenze in 6 giorni.
Nella selezione hanno partecipato 1160 cortometraggi, con 160 opere in concorso da 54 paesi provenienti da tutti i continenti, suddivise nelle categorie di Fiction, Animazione, Documentario, Sperimentale, La Grotta dei Piccoli - Film per Bambini.
L'ottava edizione ha ricevuto La Medaglia di Rappresentanza del Presidente della Repubblica Sergio Mattarella, l'Alto Patrocinio del Parlamento Europeo, il Patrocinio del Consiglio dei Ministri, ed ha ricevuto il sostegno delle ambasciate del Regno dei Paesi Bassi, della Repubblica Federale di Germania, della Repubblica d'Irlanda, del Canada, dell'Australia, della Svezia, della Norvegia, del Forum Austriaco di Cultura e di Flanders State of Arts.
Il commissariamento del comune di Amantea nel febbraio 2020 aveva provocato la chiusura del Parco La Grotta per tutto l'anno. L'associazione si è impegnata in un progetto di rigenerazione urbana, ripulendo l'area e restaurando i servizi, coinvolgendo tutta la comunità e permettendone la riapertura al pubblico.

### 9ª Edizione
La nona edizione del festival si è svolta ad Amantea dal 7 al 12 agosto 2021.
Nella selezione hanno partecipato 1174 cortometraggi, con 172 opere in concorso da 56 paesi provenienti da tutti i continenti (5 paesi africani, 13 asiatici, 28 europei, 9 americani, 1 oceanico), suddivise nelle categorie di Fiction, Animazione, Documentario, Sperimentale, La Grotta dei Piccoli - Film per Bambini.
La nona edizione ha ricevuto La Medaglia di Rappresentanza del Presidente della Repubblica Sergio Mattarella, l'Alto Patrocinio del Parlamento Europeo, il Patrocinio del Consiglio dei Ministri e il Premio di Rappresentanza della Camera dei Deputati; è stata realizzata grazie al supporto del Ministero della Cultura e dell’Ambasciata degli Stati Uniti in Italia, in collaborazione con la Commissione Europea, l’Ambasciata del Regno dei Paesi Bassi, il Forum Austriaco di Cultura, l’Ambasciata della Repubblica Federale di Germania in Italia, l’Ambasciata di Svizzera per Italia, Malta e San Marino, l’Ambasciata della Repubblica Lituana in Italia, l’Ambasciata d’Irlanda in Italia, l’Ambasciata di Norvegia, l’Ambasciata d’Australia, l’Ambasciata del Canada, Flanders State of Arts, l’Istituto Polacco Roma.
A causa di un crollo di un costone di roccia nel centro storico di Amantea, che ha reso inagibile il Parco La Grotta, il festival è stato costretto a cambiare location. La decisione è stata quella di recuperare un parcheggio in stato di degrado e abbandono, all'interno di un progetto di rigenerazione urbana più ampio che ha portato alla pulizia e al disboscamento dell'area, oltre che alla realizzazione di due murales a opera degli street artist Sara Fratini e Cesáh.

### 10ª Edizione
La decima edizione del festival si è svolta ad Amantea dal 7 al 12 agosto 2022.
Durante questa edizione, sono stati ricevuti gli stessi riconoscimenti degli anni precedenti.
All'occasione del decimo anniversario del festival, 163 cortometraggi sono stati proiettati originari di 54 paesi da tutti i continenti.
Le categorie sono state 5: Fiction, Animazione, Documentario, Videoclip e Insomnia - Film Sperimentali. Come ogni edizione, era anche presente La Grotta dei Piccoli con una selezione di 100 film per bambini e ragazzi. Per l'anniversario del festival, sono stati presentati quattro programmi speciali: Indigenous Films, dedicato a 5 culture indigene di 5 continenti diversi; A Screen for Glas Animation che ha proiettato i cortometraggi provenienti del festival partner di California; Sláva Ukrayíni!, una proiezione di film ucraini in sostegno ai registi coinvolti nel conflitto; Taiwan Focus che ha celebrato il cinema indipendente taiwanese ed è stato ospite del festival l’Ambasciatore del Taiwan presso la Santa Sede Andrea Sing-Ying Lee.

### 11ª Edizione
L'undicesima edizione del festival si è svolta ad Amantea dal 7 al 12 agosto 2023.
Nella selezione hanno partecipato 1246 cortometraggi, con 159 opere in concorso da 45 paesi di tutti i continenti, sempre suddivisi nella categorie di Fiction, Animazione, Documentario, Sperimentale, La Grotta dei Piccoli - Film per Bambini.
Grazie alla partnership con UNHCR, è stato proiettato il film "Rebuilding Ukraine", sugli aiuti umanitari dell'organizzazione in Ucraina durante la guerra.
Gli altri programmi speciali sono stati la sezione di corti indipendenti iraniani "Storie dall'Iran" e un programma di cinema pornografico femminista curato dall'artista Benedetta Panisson, proiettato di notte in spiaggia.
L'undicesima edizione del festival si è svolta al Terrenito, lo spazio gestito dall'associazione nel centro di Amantea, e ha ricevuto l'Alto Patrocinio del Parlamento Europeo, il Patrocinio del Consiglio dei Ministri e il Patrocinio del Senato della Repubblica.

## Battaglie legali

### Scontro tra arene estive e distributori
Durante la preparazione per l'ottava edizione, La Guarimba è stata coinvolta in un'azione di denuncia nei confronti delle associazioni di categoria dei distributori e dei gestori di sale, l’Anica e l’Anec, che avevano dato "indicazioni scritte ai distributori italiani e stranieri di non concedere la licenza per proiezioni di film a ingresso gratuito sul territorio italiano, così da negare 235 permessi di proiezione su 263 richieste, seppur di film che hanno concluso il loro periodo di sfruttamento commerciale in sala", come dichiarato durante l'interrogazione parlamentare svoltasi il 18 giugno 2020.
Il 18 giugno 2020, i parlamentari Lorenzo Fioramonti, Andrea Cecconi, Matteo Orfini, Nicola Fratoianni, Alessandro Fusacchia, Flavia Piccoli Nardelli e Paolo Lattanzio hanno richiesto al Ministro per i beni e le attività culturali e per il turismo l'ispezione dell'azione di denuncia che vedeva coinvolta, insieme ad altre associazioni italiane, La Guarimba International Film Festival. In particolare, i parlamentari hanno riconosciuto l'importanza a livello culturale e sociale dell'attività svolta dalle Associazioni citate in causa, che "rendono possibile l’accesso alla cultura ai cittadini di ogni ceto sociale con l’obiettivo di dare nuovo valore di mercato a opere datate o indipendenti e contribuire a creare un’educazione cinematografica", garantendo inoltre un sostegno psicologico e sociale e fungendo da motore propulsivo all’approvvigionamento culturale in un momento di emergenza in cui l'Italia è stata particolarmente coinvolta.
Si sottolinea poi che "le pellicole riguardano esclusivamente titoli che hanno già concluso il loro periodo di sfruttamento commerciale in sala e sono già presenti in chiaro in tv, pay-tv, streaming e DVD e non comprendono i titoli in commercio nella stagione cinematografica corrente", contestando quindi le indicazioni di Anica e Anec, che in passato non hanno concesso la licenza per proiezioni di film a ingresso gratuito sul territorio italiano, incidendo così negativamente sulla gratuità del servizio offerto dalle associazioni culturali e inducendo gli organizzatori a valutare l’eventualità di pagamento per i cittadini.
Il 24 giugno 2020, l’Antitrust ha avviato un’istruttoria nei confronti di Anica, Anec e Anec Lazio per “ostacoli all’approvvigionamento di film da parte delle arene cinematografiche a titolo gratuito”.
Il 25 marzo 2022, l'Antitrust ha condannato in via definitiva ANICA, ANEC e ANEC Lazio per l'attività di boicottaggio d'impresa nei confronti delle arene cinematografiche gratuite di tutta Italia, in violazione all’articolo 101 del Trattato sul funzionamento dell'Unione europea e articolo 2 della legge n. 287/90.
In ben 77 pagine di sentenza, l'AGCM evidenzia come la loro condotta «è considerata tra le violazioni più gravi della normativa antitrust in quanto, finalizzata all’esclusione di operatori dal mercato, limitando l’offerta del prodotto cinematografico e arrecando un pregiudizio al funzionamento del mercato a danno dei consumatori [...] si ritiene che ANICA, ANEC e ANEC Lazio abbiano posto in essere un’intesa unica, complessa e continuata, restrittiva della concorrenza per oggetto».
L’autorità Garante per la Concorrenza e il Mercato ha pertanto disposto una sanzione di oltre 90.000 euro complessivi nei confronti di ANICA, ANEC e ANEC LAZIO, ricordando nella sentenza che le stesse - come le arene gratuite - «beneficiano di finanziamenti pubblici, anche per le attività direttamente e/o indirettamente collegate alle arene estive (a pagamento)».

### Caso Abbas Nadeem
Nel luglio 2020, poco prima dell'inizio del festival, La Guarimba ha denunciato alla stampa un caso di razzismo subito da Abbas Mian Nadeem, un giovane pakistano immunodepresso finito per errore tra i migranti allontanati da Amantea poiché risultati positivi al Covid, ricevendo anche minacce da parte della ‘Ndrangheta. L'associazione ha lavorato con le autorità per permettere il suo rientro ad Amantea, aiutandolo a trovare assistenza legale e coinvolgendo parlamentari italiani ed europei per far luce sul caso.

### Presa di posizione a favore dell'Ucraina
Il festival ha preso una posizione chiara nell'ambito dell'invasione russa dell'Ucraina nel 2022, attraverso diverse azioni. È stata concessa l'esenzione del pagamento dell’iscrizione al festival a tutti i registi ucraini, con la creazione del programma speciale Sláva Ukryíni!. Sono stati esclusi tutti i produttori, registi e distributori che hanno espresso chiare posizioni a favore di Putin, mentre sono stati selezionati i registi russi che si sono schierati pubblicamente contro l’invasione. Il festival ha organizzato la proiezione del documentario The Earth is Blue as an Orange, diretto da Iryna Tsilyk, vincitrice del Premio per la Regia nella categoria “World Cinema Documentary” al Sundance Film Festival 2020.

## La Scuola Delle Scimmie
Nel 2014, l'associazione culturale La Guarimba ha vinto un bando pubblico della regione Puglia che le ha permesso di creare La Scuola Delle Scimmie, la prima scuola di cinema e illustrazione indipendente, accessibile e basata in un modello montessoriano di democrazia partecipativa. Durante il mese di settembre 2014, La Guarimba ha formato un workshop con 45 giovani sulle tematiche di illustrazione e cinema.

## On Tour
Dopo ogni edizione, il festival realizza un tour in cui presenta i film in concorso in diverse località.
Nel 2013, il festival ha partecipato alla 4ª edizione di Pane, Web e Salame come esponente, prima realtà calabrese dell'evento.
Nella XI edizione del Workshop su I'Impresa Sociale, tenuta in Riva del Garda nel 2013, Giulio Vita è stato invitato per parlare dell'impatto che ha avuto nella comunità di Amantea la riapertura dell'Arena Sicoli durante i giorni del festival
Nel settembre 2013, il festival è stato invitato dall''Associazione Culturale La Scheggia per partecipare al ciclo di cinema del Cinema Beltrade, dove sono stati proiettati i cortometraggi vincitori della prima edizione ed è intervenuta la regista del corto documentario vincente, Benedetta Panisson.
Nel giugno 2015, TedxPompeii ha invitato Giulio Vita, fondatore del festival, a raccontare la storia de La Guarimba.

## Televisione
Nel 2018, Giulio Vita e Sara Fratini hanno partecipato alla puntata "Se telefonando" del programma televisivo Brunori Sa condotto da Dario Brunori e trasmesso da Rai 3.

## Albo d'oro
| 2023                             |                                                             |                                                                   |                                |
| Categoria                        | Film                                                        | Regista                                                           | Nazionalità                    |
| Best Fiction                     | Our males and females                                       | Ahmad Alyaseer                                                    | Giordania                      |
| Best Animation                   | My year of dicks                                            | Sara Gunnarsdóttir                                                | Stati Uniti                    |
| Best Documentary                 | Apostles of cinema                                          | Darragh Amelia, Gertrude Malizana, Jesse Gerard Mpango, Cece Mlay | Tanzania                       |
| Best Music Video                 | Chasseur chassé                                             | Lolita Do Peso Diogo, Gabriel Wéber                               | Francia                        |
| Best Experimental “INSOMNIA”     | AMO                                                         | Emmanuel Gras                                                     | Francia                        |
| Vitaliano Camarca Audience Award | An Irish goodbye                                            | Tom Berkeley e Ross White                                         | Irlanda                        |
| La Grotta dei Piccoli Award      | It was only a rock that looked like someone                 | Matisse Gonzalez                                                  | Messico                        |
| Nonna Saveria Award              | The other end of the street                                 | Kálmán Nagy                                                       | Austria                        |
| Premio Guarimberos               | Romeo                                                       | Sara G. Cortijo                                                   | Spagna                         |
| 2022                             |                                                             |                                                                   |                                |
| Categoria                        | Film                                                        | Regista                                                           | Nazionalità                    |
| Best Fiction                     | The Criminals                                               | Serhat Karaaslan                                                  | Turchia                        |
| Best Animation                   | Bestia                                                      | Hugo Covarrubias                                                  | Cile                           |
| Best Documentary                 | Salvo                                                       | Federico Cammarata                                                | Italia                         |
| Best Music Video                 | Summer 91                                                   | Rupert Holler                                                     | Austria                        |
| Best Experimental “INSOMNIA”     | Motorcyclist’s happiness won’t fit into his suit            | Gabriel Herrera                                                   | Messico                        |
| Vitaliano Camarca Audience Award | Like the Ones I Used to Know                                | Annie St-Pierre                                                   | Canada                         |
| La Grotta dei Piccoli Award      | Bye Little Block!                                           | Éva Darabos                                                       | Ungheria                       |
| Nonna Saveria Award              | Lili Alone                                                  | Zou Jing                                                          | Cina                           |
| Premio Guarimberos               | Los Colores del Niño Dios                                   | Santiago Pérez Rodríguez                                          | Colombia                       |
| 2021                             |                                                             |                                                                   |                                |
| Categoria                        | Film                                                        | Regista                                                           | Nazionalità                    |
| Best Fiction                     | The Unseen River                                            | Phạm Ngọc Lân                                                     | Vietnam                        |
| Best Animation                   | Nuevo Rico                                                  | Kris Mercado                                                      | Stati Uniti/Puerto Rico        |
| Best Documentary                 | Just A Guy                                                  | Shoko Hara                                                        | Germania/Giappone              |
| Best Music Video                 | Never Ever                                                  | Evgeniv Bakirov                                                   | Russia                         |
| Best Experimental                | Aninsri Daeng                                               | Ratchapoom Boonbunchachoke                                        | Thailandia                     |
| Vitaliano Camarca Audience Award | 3 Meetings Of The Extraordinary Committee                   | Jones                                                             | Regno Unito/Bulgaria           |
| La Grotta dei Piccoli Award      | Mum Is Pouring Rain                                         | Hugo de Faucompret                                                | Francia                        |
| Nonna Saveria Award              | God Was Here!                                               | Raluca Lupascu                                                    | Paesi Bassi/Romania            |
| 2020                             |                                                             |                                                                   |                                |
| Categoria                        | Film                                                        | Regista                                                           | Nazionalità                    |
| Best Fiction                     | El Puente de los Niños Traviesos                            | Fabián León López                                                 | Messico                        |
| Best Animation                   | Why Slugs have no Legs                                      | Aline Höchli                                                      | Svizzera                       |
| Best Documentary                 | All Cats are Gray in the Dark                               | Lasse Linder                                                      | Svizzera                       |
| Best Music Video                 | Traveler                                                    | Raman Djafari & Daniel Almagor                                    | Germania                       |
| Best Experimental                | Don’t Know What                                             | Austrian Tho-mas Renoldner                                        | Australia                      |
| Vitaliano Camarca Audience Award | Maradona’s Legs                                             | Firas Khoury                                                      | Germania / Palestina           |
| La Grotta dei Piccoli Award      | And yet we’re not superheroes                               | Lia Bertels                                                       | Belgio / Portogallo            |
| Nonna Saveria Award              | Year of the robot                                           | Yves Gellie                                                       | Francia / Belgio               |
| 2019                             |                                                             |                                                                   |                                |
| Categoria                        | Film                                                        | Regista                                                           | Nazionalità                    |
| Best Fiction                     | Fauve                                                       | Jérémy Comte                                                      | Canada                         |
| Best Animation                   | I’m Going Out for Cigarettes                                | Osman Cerfon                                                      | Francia                        |
| Best Music Video                 | Not Enough                                                  | Bear Damen                                                        | Paesi Bassi                    |
| Best Documentary                 | The Migrating Image                                         | Stefan Kruse                                                      | Danimarca                      |
| Best Experimental                | Mudanza Contemporánea                                       | Teo Guillem                                                       | Spagna                         |
| La Grotta dei Piccoli Award      | Le Mans 1955                                                | Quentin Baillieux                                                 | Francia                        |
| Vitaliano Camarca Audience Award | Sisters                                                     | Daphne Lucker                                                     | Paesi Bassi                    |
| Guarimberos Award                | Bamboe                                                      | Flo Van Deuren                                                    | Belgio                         |
| Nonna Saveria Award              | Tungrus                                                     | Rishi Chandna                                                     | India                          |
| 2018                             |                                                             |                                                                   |                                |
| Categoria                        | Film                                                        | Regista                                                           | Nazionalità                    |
| Best Fiction                     | Mum, I’m Back                                               | Dimitris Katsimiris                                               | Grecia                         |
| Best Animation                   | Wildebeest                                                  | Nicolas Keppens & Matthias Phlips                                 | Belgio                         |
| Best Documentary                 | Rewind Forward                                              | Justin Stoneham                                                   | Svizzera                       |
| Best Music Video                 | Solicitous                                                  | Zuzanna Plisz                                                     | Polonia                        |
| Best Experimental                | Don’t Call Me a Dick                                        | Olympe De G.                                                      | Spagna                         |
| Audience Award                   | Bolbol                                                      | Khedija Lemkecher                                                 | Tunisia                        |
| La Grotta Dei Piccoli Award      | Big Booom                                                   | Marat Narimanov                                                   | Russia                         |
| Guarimberos Award                | Sherry                                                      | Eliane Lima                                                       | Stati Uniti                    |
| 2017                             |                                                             |                                                                   |                                |
| Categoria                        | Film                                                        | Regista                                                           | Nazionalità                    |
| Best Fiction                     | Clan                                                        | Stefanie Kolk                                                     | Paesi Bassi                    |
| Best Animation                   | Ivan’s Need                                                 | Veronica L. Montaño, Manuela Leuenberger & Lukas Suter            | Svizzera                       |
| Best Documentary                 | In The Woods                                                | Thomas Horat & Corina Schwingruber Ilić                           | Svizzera                       |
| Best Music Video                 | Ghost                                                       | Suzanna Plisz                                                     | Polonia                        |
| Audience Award                   | One seat In The Plane                                       | Khadidiatou Sow                                                   | Senegal                        |
| 2016                             |                                                             |                                                                   |                                |
| Categoria                        | Film                                                        | Regista                                                           | Nazionalità                    |
| Best Fiction                     | The Passion Of Judas                                        | David Pantaleón                                                   | Spagna                         |
| Best Animation                   | Manoman                                                     | Simon Cartwright                                                  | Regno Unito                    |
| Best Documentary                 | I Don’t Want To Sleep With You I Just Want To Make You Hard | Momoko Seto                                                       | Francia                        |
| Best Music Video                 | Through My Street                                           | Piet Baumgartner                                                  | Svizzera                       |
| Audience Award                   | 56                                                          | Marco Huertas                                                     | Spagna / Madagascar / Norvegia |
| 2015                             |                                                             |                                                                   |                                |
| Categoria                        | Film                                                        | Regista                                                           | Nazionalità                    |
| Best Fiction                     | Fragments                                                   | Aga Woszczynska                                                   | Polonia                        |
| Best Animation                   | Roadtrip                                                    | Xaver Xylophon                                                    | Germania                       |
| Best Documentary                 | Autonomous                                                  | Alexander Rynéus & Per Eriksson                                   | Svezia                         |
| 2014                             |                                                             |                                                                   |                                |
| Categoria                        | Film                                                        | Regista                                                           | Nazionalità                    |
| Best Fiction                     | This is Ronald                                              | Jules Comes                                                       | Belgio                         |
| Best Animation                   | Pandy                                                       | Matúš Vizár                                                       | Repubblica Ceca / Slovacchia   |
| Best Documentary                 | L’Ultimo Imperatore – Intervista a Pierino Brunelli         | Carlani e Dogana                                                  | Italia                         |
| 2013                             |                                                             |                                                                   |                                |
| Categoria                        | Film                                                        | Regista                                                           | Nazionalità                    |
| Best Fiction                     | Home                                                        | Ruslan Magomadov                                                  | Russia (Repubblica Cecena)     |
| Best Animation                   | Oh Willy…                                                   | Emma De Swaef & Marc James Roels                                  | Belgio                         |
| Best Documentary                 | Come To Venice                                              | Benedetta Panisson                                                | Italia                         |
| Audience Award                   | Zombi                                                       | David Moreno                                                      | Spagna                         |